# Liste der Museen im Kreis Borken
Die Liste der Museen im Kreis Borken beinhaltet Museen, die unter anderem Kunst, Kultur und Naturgeschichte vorstellen.

## Liste der Museen
| Bezeichnung                                                   | Ort         | Bemerkungen | Bild            |
| ------------------------------------------------------------- | ----------- | --- | --------------- |
| Schulmuseum im Schloss Ahaus                                  | Ahaus       | |                 |
| Handwerksmuseum                                               | Bocholt     | |                 |
| Kunsthaus Bocholt                                             | Bocholt     | | Bild gesucht BW |
| Kunstkammer St. Georg                                         | Bocholt     | | Bild gesucht BW |
| Stadtmuseum Bocholt                                           | Bocholt     | |                 |
| Textilmuseum Bocholt                                          | Bocholt     | |                 |
| Ackerbürgerhaus Grave                                         | Borken      | |                 |
| Heimathaus Marbeck                                            | Borken      | | Bild gesucht BW |
| FARB Forum Altes Rathaus Borken                               | Borken      | |                 |
| Imkereimuseum                                                 | Gescher     | |                 |
| Kunsthalle Hense                                              | Gescher     | |                 |
| Museumshof                                                    | Gescher     | |                 |
| Torfmuseum                                                    | Gescher     | |                 |
| Westfälisches Glockenmuseum                                   | Gescher     | |                 |
| Driland-Museum                                                | Gronau      | | Bild gesucht BW |
| rock’n’popmuseum                                              | Gronau      | |                 |
| Burg Anholt                                                   | Isselburg   | |                 |
| Heimatgeschichtliches Museum                                  | Raesfeld    | In der Schlossfreiheit Raesfeld. |                 |
| Informations- und Besucherzentrum Tiergarten Schloss Raesfeld | Raesfeld    | |                 |
| Heimatmuseum                                                  | Reken       | |                 |
| Medizin- und Apothekenmuseum                                  | Rhede       | | Bild gesucht BW |
| Spielzeugmuseum Max und Moritz                                | Rhede       | | Bild gesucht BW |
| Künstlerdorf                                                  | Schöppingen | |                 |
| Eisenbahnmuseum                                               | Stadtlohn   | |                 |
| Siku-Museum                                                   | Stadtlohn   | 26.000 Modellfahrzeuge und 80 Old- und Youngtimer                                                                                                  |                 |
| Museum Burg Ramsdorf                                          | Velen       | Im Stadtteil Ramsdorf. |                 |
| Kult Westmünsterland                                          | Vreden      | Kreismuseum des Kreises Borken, Landeskundliches Institut Westmünsterland, Kreisarchiv und das Archiv der Stadt Vreden, landeskundliche Bibliothek |                 |
| Schäferei Moorhof und Biologische Station Zwillbrock          | Vreden      | |                 |
| Scherenschnitt-Museum                                         | Vreden      | 1. deutsches Scherenschnitt-Museum; im Alten Rathaus                                                                                               |                 |